# Poésie numérique

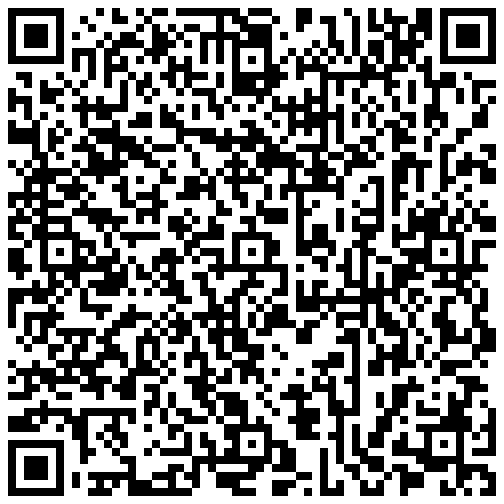
Le 33.3 est un QR Code représentant un poème de Genco Gulan. Des mots de 3 lettres sont utilisées pour former cette poésie numérique.

La poésie numérique est une forme d'art littéraire qui utilise les technologies numériques et l'informatique. Elle peut inclure des éléments interactifs, multimédias ou des techniques de programmation pour enrichir l'expérience poétique.
L'ordinateur peut aussi bien être utilisé pour produire ou générer une poésie que comme un support de présentation.
La poésie numérique englobe la poésie générative (dont Jean-Pierre Balpe est un des représentants), la poésie multimédia ou cinétique et la vidéo poésie.

## Historique
L'Atelier de littérature assistée par les mathématiques et les ordinateurs (ALAMO) créé dans les années 1980 est un outil informatique permettant de générer automatiquement du texte. 